# ماجنيتوجورسك لأعمال الحديد والصلب
ماجنيجورسك لأعمال الحديد والصلب (الروسية: Магнитогорский металлургический комбинат) ، والمختصرة باسم (MMK) ، هي شركة للحديد والصلب تقع في مدينة ماجنيجورسك ، روسيا.  اعتبارًا من عام 2017 كانت الشركة الثلاثين من بين أكبر شركات الصلب في العالم.